# Natalya Diehm
Natalya Diehm (23 de setembro de 1997) é uma ciclista austríaca.

## Carreira
Diehm terminou em 6º lugar no Campeonato Mundial de Ciclismo Urbano da UCI de 2019, na primeira participação da Austrália no evento. Em 2019, ela venceu o Campeonato Inaugural da Oceania, além de ganhar o título nacional australiano. No total, ela tem três títulos nacionais.
Após se recuperar de sua quarta reconstrução do joelho no final de 2018, Diehm foi desencorajada de perseguir suas ambições olímpicas e quase abandonou o esporte. No entanto, ela recebeu motivação da campeã mundial de corrida de BMX e atleta olímpica Caroline Buchanan, que contatou Diehm para oferecer incentivo e apoio, o que a levou a continuar.
Diehm fez história como um dos primeiros atletas australianos de BMX livre olímpico quando a disciplina fez sua estreia nos Jogos Olímpicos de Tóquio em 2020. Como os dois únicos atletas australianos de BMX livre selecionados, Diehm se tornou a primeira mulher australiana a competir no evento feminino, enquanto Logan Martin se tornou o primeiro homem australiano a competir no evento masculino. Apesar de sofrer uma ruptura do ligamento cruzado anterior duas semanas antes, Diehm chegou à final do estilo livre feminino, terminando em quinto.
Em julho de 2024, ela se tornou a primeira mulher australiana a ganhar uma medalha no evento BMX Freestyle Park, ganhando o bronze nos Jogos Olímpicos de Paris de 2024. Ela ficou em oitavo lugar na rodada de qualificação e teve que se apresentar em segundo na final. Ela marcou 88,80 na primeira corrida para se colocar provisoriamente em uma posição de medalha de prata. Ela não melhorou na segunda corrida, apesar de sair com um front-flip e, eventualmente, ficou na terceira.